# Dvůr Králové nad Labem

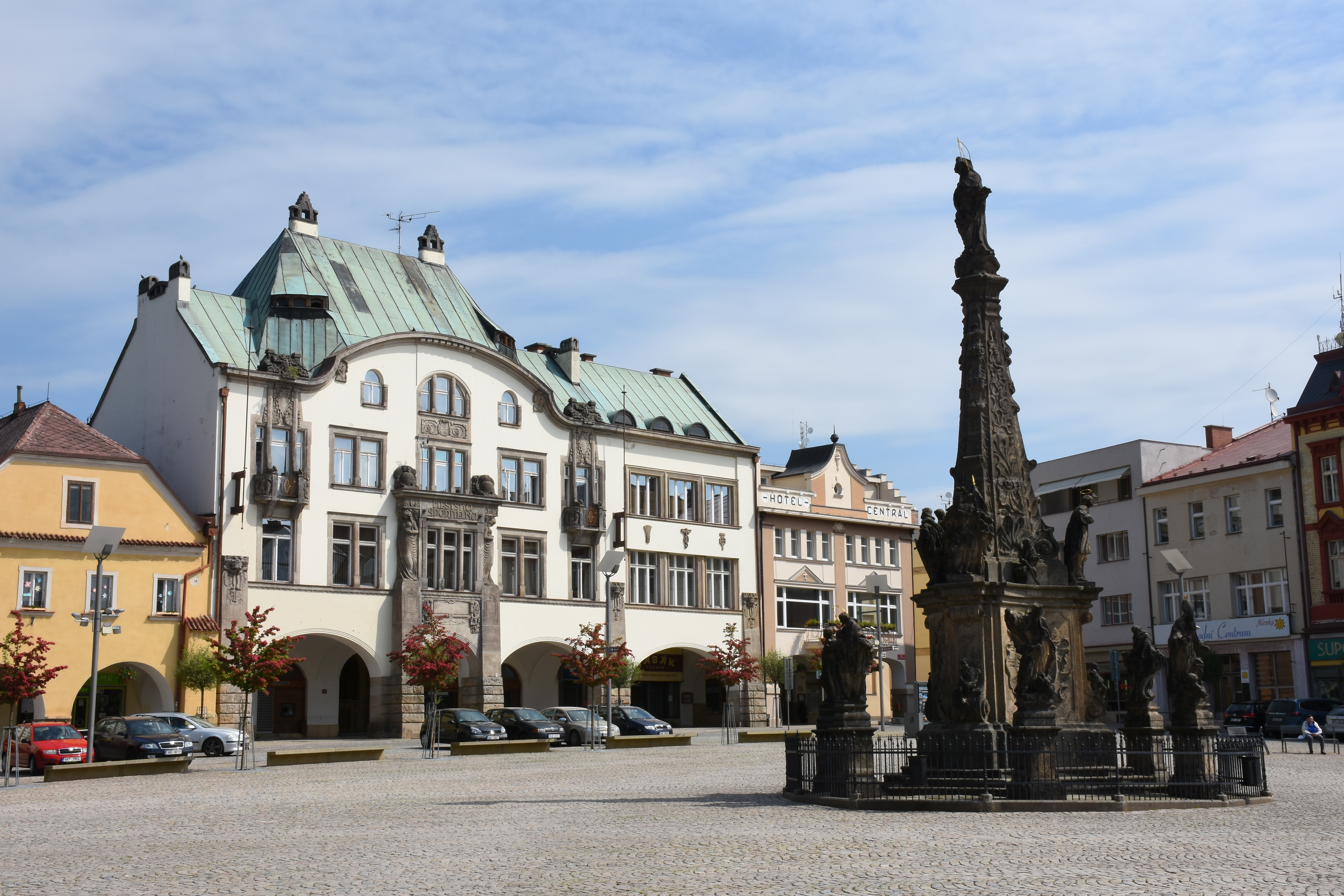
Der zentrale Masaryk-Platz

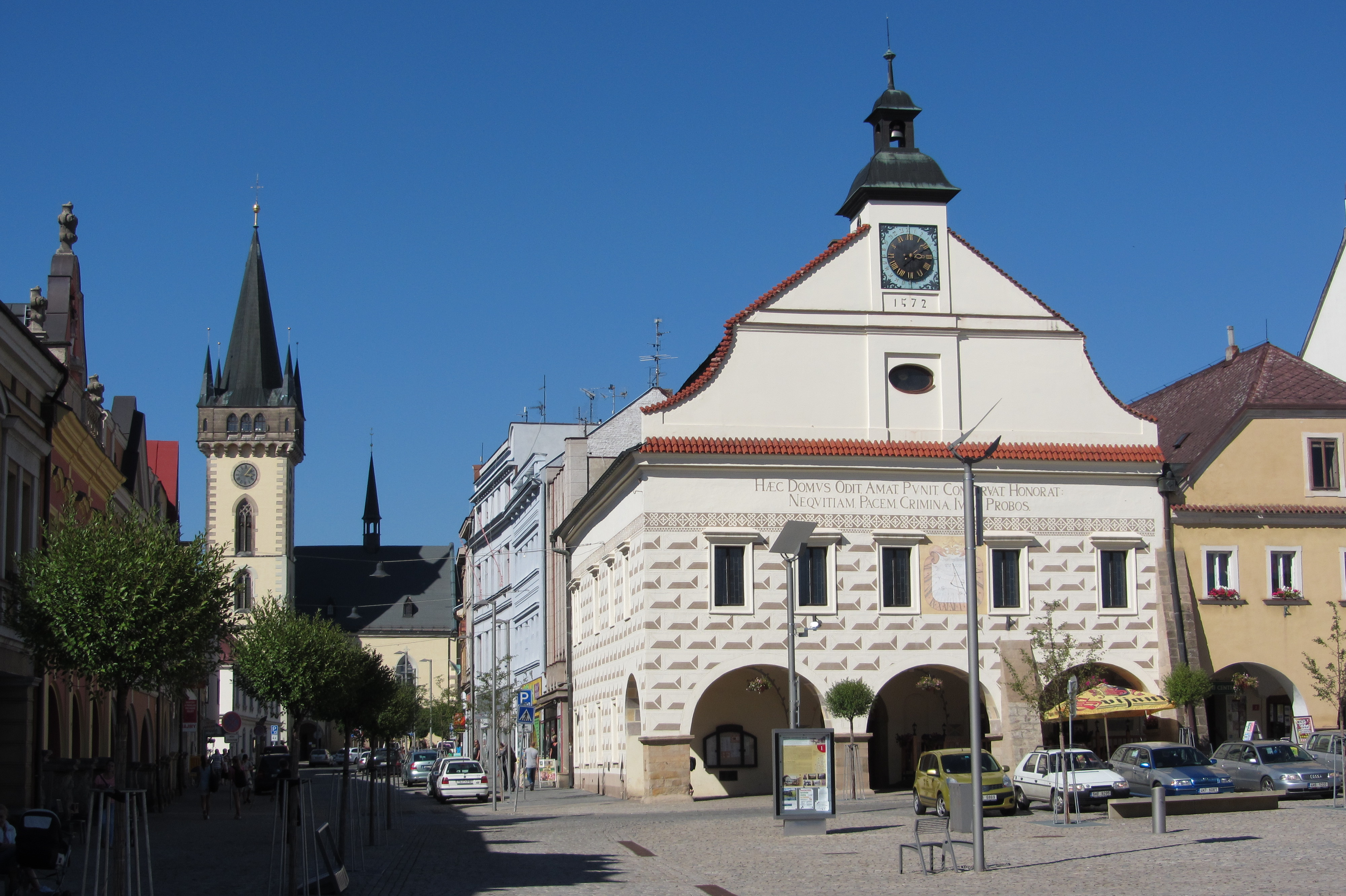
Rathaus mit Kirche im Hintergrund

Dvůr Králové nad Labem [dvuːr ˈkraːlɔvɛː ˈnadlabɛm] (deutsch Königinhof an der Elbe) ist eine Stadt im Okres Trutnov in Tschechien. Sie wird von der Elbe durchflossen und gehört zur Region Hradec Králové (Königgrätz).

## Geographie
Dvůr Králové liegt im Riesengebirgsvorland an der Landesstraße 300, die von Hořice v Podkrkonoší nach Trutnov (Trautenau) führt. Nachbarorte sind Huntiřov (Güntersdorf) und Komárov (Komar) im Norden, Kocbeře (Rettendorf) und Kohoutov (Koken) im Nordosten, Choustníkovo Hradiště (Gradlitz) im Osten, Žirec (Schurz) und Kuks (Kukus) im Südosten, Libotov (Liebthal) im Süden, Doubravice u Dvora Králové (Daubrowiz) im Südwesten, Nové Lesy (Nowoles) im Westen und Verdek (Werdek) im Nordwesten. Nördlich der Stadt beginnt der Les Království (Königreichwald), vier Kilometer flussaufwärts befindet sich die gleichnamige Talsperre.

## Geschichte
An der Stelle eines vermutlich im 12. Jahrhundert gegründeten königlichen Hofs wurde während der Regierung des böhmischen Königs Ottokar II. Přemysl eine Königsstadt gegründet, die erstmals 1270 urkundlich als „Hof“ (Curia) erwähnt wurde. Sie wurde 1308 ummauert und mit Wallgräben umschlossen. Durch vier bewachte Tore erreichte man den mit Türmen ausgestatteten Lehnshof. Dieser königliche Lehnshof, der als unveräußerlich galt, lag nur fünf Kilometer östlich von der 1261 gegründeten Deutschordens-Kommende Miletín. Als Trautenauer Lehen gehörte sie seit 1316 den dortigen adeligen Pfandherren, dem Baron Potha von Turgow, dem Lehnsherrn von Gradisst, Arnau und Hof. 1365 verschrieb Kaiser Karl IV. Hof zusammen mit Trautenau dem Herzog Bolko II. von Schweidnitz und seiner Gemahlin Agnes. Nach dem Tod der Herzogin Agnes 1392 fiel Hof zusammen mit Trautenau an König Wenzel IV., der beide Städte zum königlichen Leibgedinge seiner Gemahlin Sophie von Bayern erklärte. Nachfolgend bürgerte sich die Ortsbezeichnung „Königinhof“ ein.
In den Hussitenkriegen stand Königinhof an der Seite der Hussiten und wurde von den Utraquisten verwaltet. 1450 überfielen die Schlesier die Stadt und brannten sie nieder. Wegen ihrer Beteiligung am böhmischen Ständeaufstand 1547 musste die Stadt Nachteile hinnehmen. Im Dreißigjährigen Krieg und in den Schlesischen Kriegen musste die Bevölkerung Drangsalierungen erleiden. Während des Deutschen Kriegs fand am 29. Juni 1866 zwischen Preußen und Österreichern das Gefecht bei Königinhof statt.
Bekannt wurde Königinhof Anfang des 19. Jahrhunderts durch den angeblichen Fund der so genannten Königinhofer Handschrift, die 1817 der Schriftsteller Václav Hanka im Turm der Dekanatskirche gefunden haben will und zu deren Andenken 1857 auf dem Marktplatz ein Zabojdenkmal aufgestellt wurde. Ende des 19. Jahrhunderts wurde die Handschrift jedoch von Historikern, u. a. von Tomáš Masaryk, als Fälschung identifiziert.
Die wirtschaftliche Entwicklung der Stadt wurde mit der Süd-Nord-Eisenbahn, die 1859 eröffnet wurde, günstig beeinflusst. In der zweiten Hälfte des 19. Jahrhunderts wurde eine jüdische Gemeinde gegründet, die bis 1942 bestand. Heute ist die Stadt ein Zentrum der Textil- und Maschinenbauindustrie.

## Sehenswürdigkeiten
- Reste der Stadtbefestigung

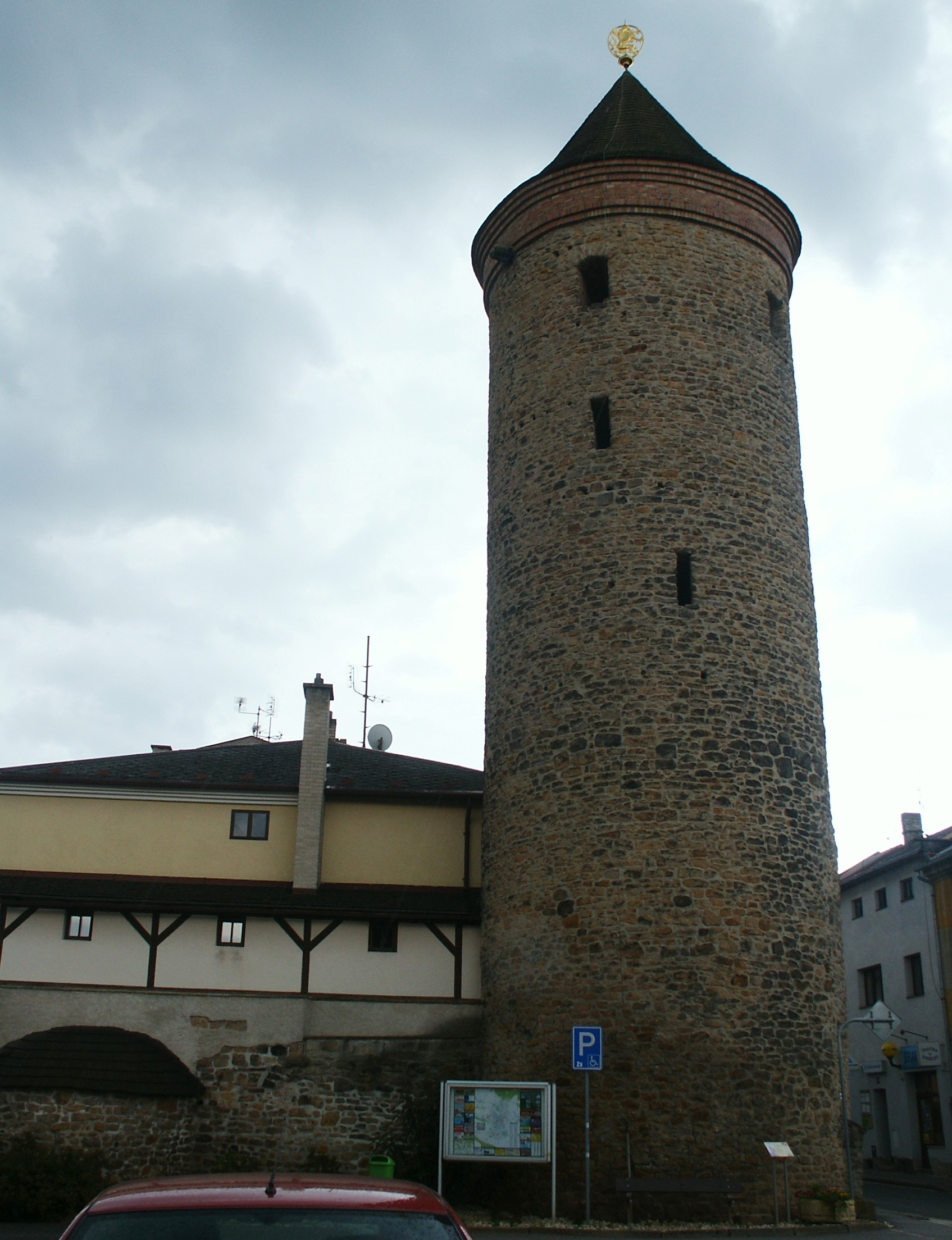
Turm der alten Stadtbefestigung

- An der Stelle eines 1572 abgebrannten Vorgängerbaus wurde ein sgraffitoverziertes Rathaus durch die Baumeister Ulrico Aostalli und Franz Vlach errichtet. 1833 erfolgte ein Umbau des Rathauses.
- Die ehemals romanische Dekanatskirche Johannes der Täufer wurde Ende des 14. Jahrhunderts dreischiffig umgebaut und 1588 das Vorhaus angefügt sowie 1644 der Turm aufgestockt.
- Die Kreuzkirche auf dem unteren Markt wurde 1752 errichtet.
- St. Anna (Dvůr Králové nad Labem), Schurz
- Im ehemaligen Haus des Anastasius Berger von 1738 befindet sich heute ein Museum.
- Der Zoo Dvůr Králové ist einer der größten Europas und beherbergt rund 290 Tierarten (Spezialisierung auf die Tierwelt Afrikas) sowie einen Safaripark.
- Villa Neumann

## Stadtgliederung
Die Stadt Dvůr Králové nad Labem besteht aus den Ortsteilen Dvůr Králové nad Labem (Königinhof an der Elbe), Lipnice (Lipnitz), Verdek (Werdeck), Zboží (Rennzähn), Žireč (Schurz) und Žirecká Podstráň (Schurzer Leuten) sowie u. a. den Ortslagen Borek, Borovičky, Fibich, Harta, Nový Svět, Podháj, Podhart, Podlesí, Podměstí, Předměstí, Rovinky (Ebenfeld), Skřivánov (Lerchenfeld) und Sylvárov (Silberleut).

## Partnerstädte
- Verneuil-en-Halatte, Frankreich
- Piegaro, Italien
- Kamienna Góra, Polen

## Persönlichkeiten
- Johann Bergl (1719–1789), bedeutender Freskenmaler
- František Cyril Kampelík (1805–1872), tschechischer Volksaufklärer und Begründer der Selbsthilfe-Genossenschaften
- Ferdinand Albin Pax (1858–1942), deutscher Botaniker
- August Stauda (1861–1928), Landschafts- und Architekturfotograf in Wien
- Karl Freund (1890–1969), Kameramann der Stummfilmära
- Rudolf Antonín Dvorský (1899–1966), Sänger, Schlagerkomponist, Verleger und Bandleader
- Bohumil Turek (1901–1972), tschechoslowakischer Motorrad- und Automobilrennfahrer
- Jan Zdeněk Bartoš (1908–1981), tschechischer Komponist
- Václav Neužil (1921–1989), tschechoslowakischer Schauspieler
- Josef Šorm (1932–2022), Volleyballspieler
- Jaroslav Antoš (* 1940), Radrennfahrer
- Ladislav Lubina (1967–2021), Eishockeyspieler und -trainer
- Josef Král (* 1990), Automobilrennfahrer
- Gabriela Knutson (* 1997), Tennisspielerin